# Corriere della Fantascienza
Il Corriere della Fantascienza è una rivista online di fantascienza fondata nel 1997 da Luigi Pachì e curata da Silvio Sosio.

## Descrizione
Pubblica quotidianamente notizie, recensioni di film, libri e altre informazioni sul mondo della fantascienza. Benché inizialmente abbia spaziato su tutti i sottogeneri del fantastico (fantasy, horror), dopo la nascita dei portali tematici su questi argomenti (FantasyMagazine, HorrorMagazine) si è concentrata sulla fantascienza propriamente detta. Fa parte della testata giornalistica Delos Network ed è pubblicata dall'associazione Delos Books.
Nell'ottobre 2005 è stato ristrutturato per amalgamarsi meglio col suo prodotto gemello, Delos Science Fiction, ex rivista telematica mensile pubblicata sempre sul sito Fantascienza.com ed ora parte integrante del Corriere.